# U-659
| U-659                      | U-659                                                          | U-659                                                          |
| -------------------------- | -------------------------------------------------------------- | -------------------------------------------------------------- |
|                            |                                                                |                                                                |
|                            |                                                                |                                                                |
|                            |                                                                |                                                                |
| Під прапором               | Третій рейх                                                    | Третій рейх                                                    |
| Спуск на воду              | 14 жовтня 1941 року                                            | 14 жовтня 1941 року                                            |
| Виведений зі складу флоту  | 4 травня 1943 року                                             | 4 травня 1943 року                                             |
| Сучасний статус            | затоплений                                                     | затоплений                                                     |
| Проєкт                     |                                                                |                                                                |
| Тип ПЧ                     | Торпедний ДПЧ                                                  | Торпедний ДПЧ                                                  |
| Основні характеристики     |                                                                |                                                                |
| Швидкість (надводна)       | 17,7 вузлів                                                    | 17,7 вузлів                                                    |
| Швидкість (підводна)       | 7,6 вузлів                                                     | 7,6 вузлів                                                     |
| Робоча глибина занурення   | 100 м                                                          | 100 м                                                          |
| Гранична глибина занурення | 220 м                                                          | 220 м                                                          |
| Екіпаж                     | 44 осіб                                                        | 44 осіб                                                        |
| Розміри                    |                                                                |                                                                |
| Довжина найбільша (по КВЛ) | 67,1 м                                                         | 67,1 м                                                         |
| Ширина корпусу найб.       | 6,2 м                                                          | 6,2 м                                                          |
| Висота                     | 9,6 м                                                          | 9,6 м                                                          |
| Середня осадка (по КВЛ)    | 4,70 м                                                         | 4,70 м                                                         |
| Водотоннажність надводна   | 769 т                                                          | 769 т                                                          |
| Озброєння                  |                                                                |                                                                |
| Артилерія                  | одна палубна гармата калібру 88-мм, одна 20-мм зенітна гармата | одна палубна гармата калібру 88-мм, одна 20-мм зенітна гармата |
| Торпедно- мінне озброєння  | 4 носових і один кормовий ТА. 14 торпед                        | 4 носових і один кормовий ТА. 14 торпед                        |

U-659 — німецький підводний човен типу VIIC, часів Другої світової війни.
Замовлення на будівництво човна було віддане 9 жовтня 1939 року. Човен був закладений на верфі суднобудівної компанії «Howaldtswerke Hamburg AG» у Гамбурзі 12 лютого 1941 року під заводським номером 808, спущений на воду 14 жовтня 1941 року, 9 грудня 1941 року увійшов до складу 5-ї флотилії. Також за час служби перебував у складі 9-ї флотилії. Єдиним командиром човна був корветтен-капітан Ганс Шток.
Човен зробив 5 бойових походів, в яких потопив 1 та пошкодив 3 судна.
Затонув 4 травня 1943 року в Північній Атлантиці західніше мису Фіністерре (43°32′ пн. ш. 13°20′ зх. д. / 43.533° пн. ш. 13.333° зх. д.) після зіткнення з U-439. 44 члени екіпажу загинули, 3 врятовано.

## Потоплені та пошкоджені кораблі[3]
| Назва      | Тип            | Належність      | Дата            | Тоннаж (БРТ) | Вантаж                                                        | Статус     | Місце                                                       |
| Empire Oil | танкер         | Велика Британія | 10 вересня 1942 | 8 029        | Баласт                                                        | пошкоджено | 51°23′ пн. ш. 28°13′ зх. д. / 51.383° пн. ш. 28.217° зх. д. |
| Bullmouth  | танкер         | Велика Британія | 30 жовтня 1942  | 7 519        | Баласт                                                        | потоплено  | 33°20′ пн. ш. 18°25′ зх. д. / 33.333° пн. ш. 18.417° зх. д. |
| Corinaldo  | вантажне судно | Велика Британія | 30 жовтня 1942  | 7 131        | 5 141 т мороженого м'яса                                      | пошкоджено | 33°12′ пн. ш. 18°24′ зх. д. / 33.200° пн. ш. 18.400° зх. д. |
| Tasmania   | вантажне судно | Велика Британія | 30 жовтня 1942  | 6 405        | 8 500 т харчових продуктів, чаю, 2 000 т чавуну та 400 т руди | пошкоджено | 36°06′ пн. ш. 16°59′ зх. д. / 36.100° пн. ш. 16.983° зх. д. |